# Мужчина и женщина перед кучей экскрементов
«Мужчина и женщина перед кучей экскрементов» (фр. Homme et femme devant un tas d'excréments) — картина маслом по меди Жоана Миро, написанная в 1935 году и сейчас находящаяся в коллекции Фонда Жоана Миро.

## Описание
Картина была сделана на листе меди за неделю между 15 и 22 октября 1935 года. По словам Миро, это был результат попытки изобразить трагедию и ужасы гражданской войны в Испании. Картина была одной из двенадцати работ, известных как «Дикие картины». Половина из них была написана на меди, а половина — на мезоните. Они были созданы в период общественных беспорядков в Испании, приведших к гражданской войне. Миро говорил, что это картина о периоде беспокойства. На картине изображены мужчина и женщина, тянущиеся друг к другу в объятья, но не движущиеся. Увеличенные половые органы и зловещие цвета были описаны как «полные отвращения и гадливой сексуальности». Фигуры передают пессимизм Миро в отношении ситуации в Каталонии. Критики называют эту картину «ключевой» из серии работ, представляющих предчувствия Миро о предстоящей гражданской войне. Эффектом светотени создаётся чёрное небо, на фоне которого выделены разрозненные фигуры.
Миро решил назвать картину по-французски, а не по-испански. По словам Миро, упоминание экскрементов отсылает к Рембрандту, который говорил, что, когда он начал писать картины, рубины и алмазы находились в навозных кучах.

## Происхождение
Картина была написана в Монт-роч-дель-Кампе в 1935 году и принадлежала жене художника, Пилар Миро, но в настоящее время она находится в постоянной коллекции Фонда Жоана Миро в Барселоне. Галерея, в которой хранится картина, носит имя жены художника — Pilar Juncosa Gallery.